# Oenothera rivadaviae
Oenothera rivadaviae är en dunörtsväxtart som beskrevs av W. Dietrich. Oenothera rivadaviae ingår i släktet nattljussläktet, och familjen dunörtsväxter. Inga underarter finns listade i Catalogue of Life.